# Rob Roy (Salomonen)
Die Insel Rob Roy gehört zur pazifischen Inselrepublik der Salomonen. Sie liegt unmittelbar, getrennt nur durch eine schmale Wasserstraße, südöstlich der Insel Choiseul. Etwa 7 Kilometer östlich liegt die Insel Vaghena.
Rob Roy hat die Form eines liegenden „S“, ist etwa 14,6 km lang (West nach Ost) und im Durchschnitt 4,3 km breit. Die dicht bewaldete Insel ist unbewohnt.